# کریوشی
کریوشی (انگلیسی: Kriushi) یک شهرک در شهرستان بیرسکی باشقیرستان کشور روسیه است.